# میثاق بهادران
میثاق بهادران (زادهٔ ۲۰ دی ۱۳۶۵) یک بازیکن فوتبال ایرانی-فیلیپینی است که برای تیم ملی فوتبال فیلیپین و باشگاه فوتبال مانیل بازی می‌کند. بهادران پیش از این عضو تیم ملی فوتبال فیلیپین بوده‌است.
وی پس از گل زدن در مقابل بحرین در مقدماتی جام جهانی ۲۰۱۸ و پس‌از آن در مقابل یمن مورد توجه رسانه‌های ایرانی قرار گرفت.

## زندگی شخصی
وی پدری ایرانی و مادری فیلیپینی دارد و در فیلیپین متولد شده‌است. بهادران از دو سالگی تا هجده سالگی در تهران زندگی کرد، سپس برای ادامه تحصیل به فیلیپین بازگشت و تحصیلات خود را تا دکترای دندان‌پزشکی پیش برد.
میثاق به فعالیت مدلینگ هم می‌پردازد و تاکنون با شرکت‌های معتبر ورزشی در شرق آسیا و شرکت های داخلی همکاری داشته‌است.
او همچنین از سال ۲۰۱۵ با سم پینتو هنرپیشه و مدل فیلیپینی نامزد شد اما در نهایت در سال ۲۰۱۸ این دو از هم جدا شدند
میثاق بهادران در دبیرستان ایران زمین واقع در خیابان زمرد تهران مشغول به تحصیل بود که در نهایت تصمیم به ترک ایران و ادامه تحصیل در فیلیپین گرفت و در نهایت تا مقطع دکترای دندان پزشکی پیش رفت . او در مدرسه ایران زمین با مهران مجلسی مجری شبکه تلویزیون تپش و علی قهرمانی از نوازندگان مشهور گیتار جاز ایران هم مدرسه ای بوده است.
وی همچنین یک آژانس تاکسی در فیلیپین دارد.